# Єгоренко Володимир Володимирович
Володи́мир Володи́мирович Єго́ренко (19 травня 1966, м. Одеса, Українська РСР — 29 березня 2017, с. Троїцьке, Попаснянський район, Луганська область, Україна) — український військовик, учасник війни на сході України, солдат, водій (44-та окрема артилерійська бригада).

## Життєпис
Народився 1966 року в Одесі. Мешкав у районі Слобідка. Усе життя працював водієм. Любив співати, танцювати.
У зв'язку з російською збройною агресією проти України влітку 2014 року був призваний на військову службу під час третьої хвилі мобілізації. У складі 6-го окремого мотопіхотного батальйону «Збруч» ніс службу на адміністративному кордоні з окупованим Кримом. За півроку після демобілізації, у 2015 році, підписав контракт. Виконував завдання на території проведення антитерористичної операції на сході України.
Солдат, водій-номер обслуги батальйону охорони (колишній 6-й ОМПБ «Збруч») 44-ї окремої артилерійської бригади, в/ч А3215, м. Тернопіль.
Загинув 29 березня 2017 року від мінно-вибухової травми під час виконання бойового завдання неподалік села Троїцьке Попаснянського району, — доставляючи боєприпаси та інженерне майно для обладнання інженерних позицій на автомобілі ГАЗ-66, потрапив під мінометний обстріл поблизу позиції. Внаслідок прямого влучення міни у вантажівку дістав численні уламкові та вогнепальні поранення, був доправлений до реанімації шпиталю, але врятувати життя військовослужбовця не вдалося, поранення виявились не сумісними з життям.
|                                          | Він був у стані клінічної смерті. Одразу у реанімобілі була розпочата реанімація. Пацієнт був одразу ж переведений в палату інтенсивної терапії, де був заінтубований. На жаль, до бажаних результатів вони не привели. |
| — Лікар мобільного госпіталю Юрій Кацай. | |

Похований 3 квітня у м. Одеса, на Західному кладовищі.
По смерті залишилися дружина Ольга та двоє дітей, — син і донька.

## Нагороди та вшанування
- Указом Президента України № 161/2017 від 13 червня 2017 року «за особисту мужність, виявлену у захисті державного суверенітету та територіальної цілісності України, самовіддане виконання військового обов'язку» нагороджений орденом «За мужність» III ступеня (посмертно)[8].